# 沃羅比伊夫卡 (皮德沃洛奇西克區)
49°37′11″N 26°11′21″E / 49.61972°N 26.18917°E
沃羅比伊夫卡（烏克蘭語：Воробіївка），是烏克蘭的村落，位於該國西部捷爾諾波爾州，由捷尔诺波尔区負責管轄，始建於1785年，面積1.43平方公里，2001年人口282，人口密度每平方公里197.5人。